# Bóng đá tại Đại hội Thể thao châu Á 1966
Bóng đá tại Đại hội Thể thao châu Á 1966 được tổ chức ở Bangkok, Thái Lan từ 10 tháng 12 đến 20 tháng 12 năm 1966.

## Huy chương giành được
| Nội dung | Vàng | Bạc | Đồng |
| -------- | --- | --- | --- |
| Nam      | Myanmar · Maung Aye Maung · Khin Maung Lay · Tin Aung · Pu Ba · Han Thein · Hla Htay · Hla Kyi · Hla Pe · Hla Shwe Kay · Kyaw Thaung · Maung Maung · Ohn Pe · Soe Myint · Suk Bahadur · Than Lwin · Thein Aung · Tin Aye · Maung Tin Han · Win Kyi | Iran (IRI) · Aziz Asli · Fariborz Esmaeili · Parviz Ghelichkhani · Ali Jabbari · Jalal Talebi · Hamid Jasemian · Akbar Eftekhari · Faramarz Zelli · Gholam Hossein Farzami · Goudarz Habibi · Hamid Aminikhah · Hamid Shirzadegan · Hassan Habibi · Homayoun Behzadi · Mehrab Shahrokhi · Mohammad Ranjbar · Mostafa Arab · Parviz Mirzahassan · Abdollah Saedi | Nhật Bản (JPN) · Ogi Aritatsu · Katayama Hiroshi · Matsumoto Ikuo · Kamamoto Kunishige · Miyamoto Masakatsu · Watanabe Masashi · Sugiyama Ryuichi · Yaegashi Shigeo · Mori Takaji · Miyamoto Teruki · Yamaguchi Yoshitada · Kami Hisao · Suzuki Ryozo · Imanishi Kazuo · Hamazaki Masahiro · Kada Shio · Kimura Takeo · Kuwahara Yasuyuki · Yokoyama Kenzo |

## Kết quả

### Vòng bảng

#### Bảng A
| Đội       | Pld | W | D | L | GF | GA | GAV   | Pts |
| --------- | --- | - | - | - | -- | -- | ----- | --- |
| Thái Lan  | 2   | 1 | 1 | 0 | 4  | 1  | 4.000 | 3   |
| Miến Điện | 2   | 1 | 1 | 0 | 2  | 1  | 2.000 | 3   |
| Hàn Quốc  | 2   | 0 | 0 | 2 | 0  | 4  | 0.000 | 0   |

| Thái Lan | 3 – 0 | Hàn Quốc |
| -------- | ----- | -------- |
|          |       |          |

| Hàn Quốc | 0 – 1 | Miến Điện |
| -------- | ----- | --------- |
|          |       |           |

| Miến Điện | 1 – 1 | Thái Lan |
| --------- | ----- | -------- |
|           |       |          |

#### Bảng B
| Đội      | Pld | W | D | L | GF | GA | GAV   | Pts |
| -------- | --- | - | - | - | -- | -- | ----- | --- |
| Nhật Bản | 3   | 3 | 0 | 0 | 6  | 2  | 3.000 | 6   |
| Iran     | 3   | 2 | 0 | 1 | 7  | 4  | 1.750 | 4   |
| Ấn Độ    | 3   | 1 | 0 | 2 | 4  | 7  | 0.571 | 2   |
| Malaysia | 3   | 0 | 0 | 3 | 1  | 5  | 0.200 | 0   |

| Nhật Bản | 2 – 1 | Ấn Độ |
| -------- | ----- | ----- |
|          |       |       |

| Iran | 2 – 0 | Malaysia |
| ---- | ----- | -------- |
|      |       |          |

| Iran | 1 – 3 | Nhật Bản |
| ---- | ----- | -------- |
|      |       |          |

| Malaysia | 1 – 2 | Ấn Độ |
| -------- | ----- | ----- |
|          |       |       |

| Ấn Độ | 1 – 4 | Iran |
| ----- | ----- | ---- |
|       |       |      |

| Malaysia | 0 – 1 | Nhật Bản |
| -------- | ----- | -------- |
|          |       |          |

#### Bảng C
| Đội                | Pld | W | D | L | GF | GA | GAV   | Pts |
| ------------------ | --- | - | - | - | -- | -- | ----- | --- |
| Indonesia          | 3   | 2 | 1 | 0 | 6  | 1  | 6.000 | 5   |
| Singapore          | 3   | 1 | 1 | 1 | 8  | 6  | 1.333 | 3   |
| Việt Nam Cộng hòa  | 3   | 1 | 1 | 1 | 2  | 6  | 0.333 | 3   |
| Trung Hoa Dân Quốc | 3   | 0 | 1 | 2 | 5  | 8  | 0.625 | 1   |

| Indonesia | 3 – 0 | Singapore |
| --------- | ----- | --------- |
|           |       |           |

| Indonesia | 0 – 0 | Việt Nam Cộng hòa |
| --------- | ----- | ----------------- |
|           |       |                   |

| Việt Nam Cộng hòa | 2 – 1 | Trung Hoa Dân Quốc |
| ----------------- | ----- | ------------------ |
|                   |       |                    |

| Singapore | 3 – 3 | Trung Hoa Dân Quốc |
| --------- | ----- | ------------------ |
|           |       |                    |

| Trung Hoa Dân Quốc | 1 – 3 | Indonesia |
| ------------------ | ----- | --------- |
|                    |       |           |

| Singapore | 5 – 0 | Việt Nam Cộng hòa |
| --------- | ----- | ----------------- |
|           |       |                   |

### Tứ kết

#### Bảng A
| Đội       | Pld | W | D | L | GF | GA | GAV   | Pts |
| --------- | --- | - | - | - | -- | -- | ----- | --- |
| Nhật Bản  | 2   | 2 | 0 | 0 | 10 | 2  | 5.000 | 4   |
| Singapore | 2   | 1 | 0 | 1 | 3  | 5  | 0.600 | 2   |
| Thái Lan  | 2   | 0 | 0 | 2 | 1  | 7  | 0.143 | 0   |

| Thái Lan | 0 – 2 | Singapore |
| -------- | ----- | --------- |
|          |       |           |

| Nhật Bản | 5 – 1 | Singapore |
| -------- | ----- | --------- |
|          |       |           |

| Thái Lan | 1 – 5 | Nhật Bản |
| -------- | ----- | -------- |
|          |       |          |

#### Bảng B
| Đội       | Pld | W | D | L | GF | GA | GAV   | Pts |
| --------- | --- | - | - | - | -- | -- | ----- | --- |
| Miến Điện | 2   | 1 | 1 | 0 | 3  | 2  | 1.500 | 3   |
| Iran      | 2   | 1 | 0 | 1 | 1  | 1  | 1.000 | 2   |
| Indonesia | 2   | 0 | 1 | 1 | 2  | 3  | 0.667 | 1   |

| Miến Điện | 2 – 2 | Indonesia |
| --------- | ----- | --------- |
|           |       |           |

| Iran | 1 – 0 | Indonesia |
| ---- | ----- | --------- |
|      |       |           |

| Miến Điện | 1 – 0 | Iran |
| --------- | ----- | ---- |
|           |       |      |

### Vòng loại trực tiếp
|  | Tứ kết      | Tứ kết    |                       |   | Tranh huy chương vàng | Tranh huy chương vàng |
|  |             |           |                       |   |                       |                       |
|  | 18 tháng 12 |           |                       |   |                       |                       |
|  |             |           |                       |   |                       |                       |
|  | Nhật Bản    | 0         |                       |   |                       |                       |
|  | Nhật Bản    | 0         | 19 tháng 12           |   |                       |                       |
|  | Iran        | 1         |                       |   |                       |                       |
|  | Iran        | 1         | Iran                  | 0 |                       |                       |
|  | 18 tháng 12 |           | Iran                  | 0 |                       |                       |
|  |             | Miến Điện | 1                     |   |                       |                       |
|  | Miến Điện   | Miến Điện | 1                     | 2 |                       |                       |
|  | Miến Điện   |           |                       | 2 |                       |                       |
|  | Singapore   | 0         |                       |   |                       |                       |
|  | Singapore   | 0         | Tranh huy chương đồng |   |                       |                       |
|  |             |           |                       |   |                       |                       |
|  | 20 tháng 12 |           |                       |   |                       |                       |
|  |             |           |                       |   |                       |                       |
|  | Nhật Bản    | 2         |                       |   |                       |                       |
|  | Nhật Bản    | 2         |                       |   |                       |                       |
|  | Singapore   | 0         |                       |   |                       |                       |

#### Bán kết
| Nhật Bản | 0 – 1 | Iran |
| -------- | ----- | ---- |
|          |       |      |

| Miến Điện | 2 – 0 | Singapore |
| --------- | ----- | --------- |
|           |       |           |

#### Tranh huy chương đồng
| Nhật Bản | 2 – 0 | Singapore |
| -------- | ----- | --------- |
|          |       |           |

#### Tranh huy chương vàng
| Iran | 0 – 1 | Miến Điện |
| ---- | ----- | --------- |
|      |       |           |

### Huy chương vàng
| Vô địch Bóng đá nam Asiad 1966 Myanmar Lần thứ nhất |